# Portrait de Léon Tolstoï
Portrait de Léon Tolstoï est un tableau peint par Ilia Répine en 1887. 
Ce portrait est conservé à Moscou (Russie) à la galerie d'État Tretiakov. 

## Sujet
Le  comte Léon Tolstoï (1828-1910, en russe : Лев Никола́евич Толсто́й) est un écrivain célèbre connu surtout pour ses romans et nouvelles qui dépeignent la vie du peuple russe à l'époque des tsars, mais aussi pour ses essais, dans lesquels il prenait position par rapport aux pouvoirs civils et ecclésiastiques .

## Expositions
Ce tableau a été présenté à l'exposition Répine du Petit Palais à Paris du 5 octobre 2021 au 23 janvier 2022.